# Eidum

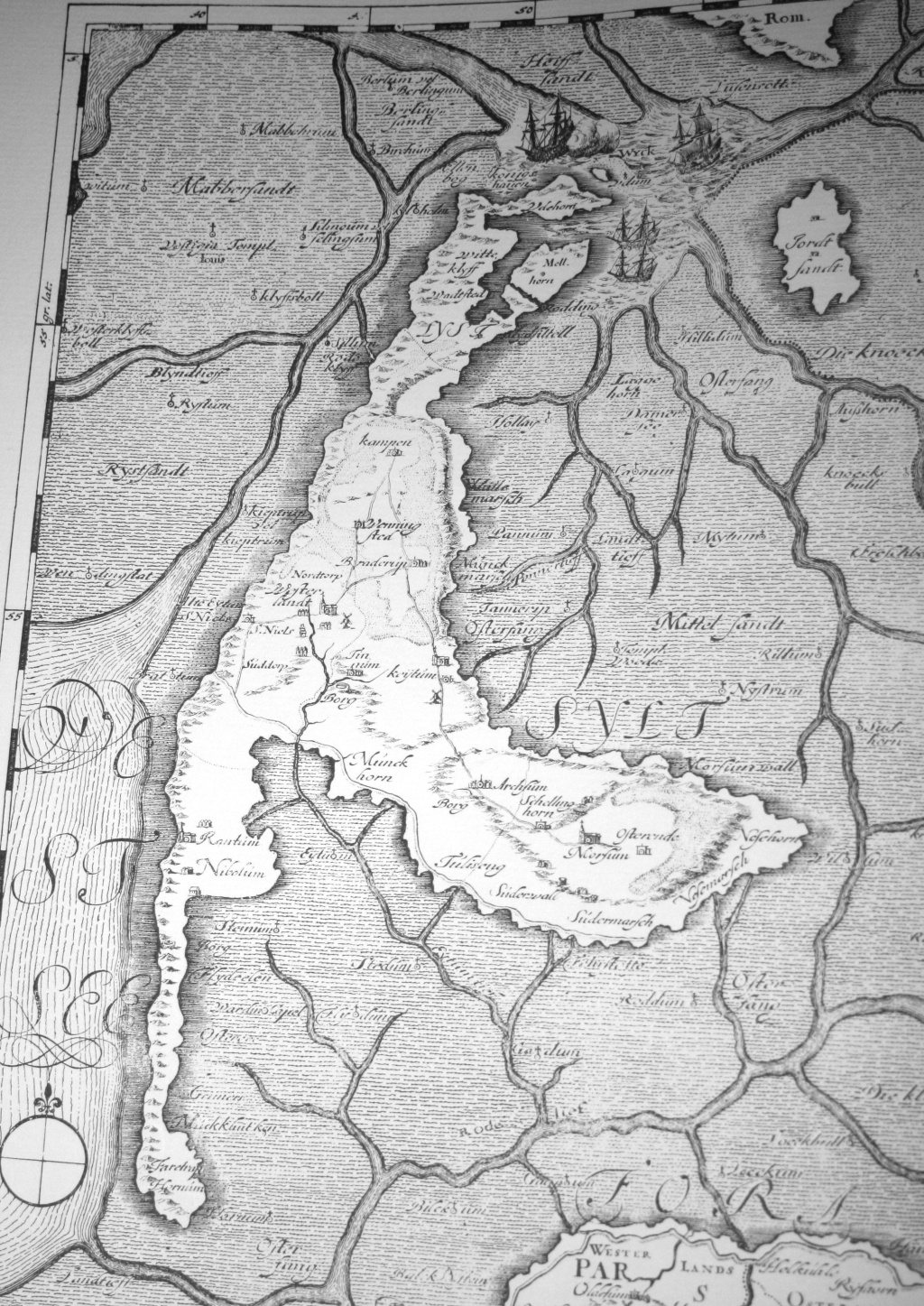
Sylt auf einer Karte des Johannes Mejer von 1648. Gut zu erkennen sind der Königshafen bei List und die heute untergegangenen damaligen Kirchspiele, darunter die alte Kirche von Eidum, aber auch schon die neue Kirche St. Niels.

Eidum oder auch Eydum war ein historischer Ort auf Sylt. Er befand sich mehrere hundert Meter westlich der heutigen Küstenlinie vom heutigen Ortsteil Westerland.

## Geschichte
Nach historischer Überlieferung wurde das Siedlungsgebiet von Eidum mehrfach durch Sturmfluten zerstört und wieder aufgebaut. Die Allerheiligenflut 1436 richtete im Dorf Eidum vermutlich derart verheerende Personen- und Sachschäden an, dass es die überlebenden Einwohner verließen und eine neue Siedlung etwa zwei Kilometer östlich begründeten. Ihre Wahl fiel auf die höher gelegene Geest auf damaligem Tinnumer Gebiet. Diese Siedlung wurde Südhedig benannt; aus ihr ging das heutige Westerland hervor. Der spätere Name Westerland soll sich von einer alten Tinnumer Flurbezeichnung ableiten, auf der diese neue Siedlung entstand; es handelte sich um das Land westlich des Dorfes, also das „Wester-land“.
Der nach der Sturmflut von 1436 erhalten gebliebene und angeblich noch lange sichtbare Kirchturm des alten Eidum stürzte nach zeitgenössischer Darstellung schließlich „bei Nacht und stillem Wetter“ ein. Auch die zweite Kirche musste 1634 oder 1635 wegen der Wanderdünen aufgegeben werden; jedenfalls stellten die Westerländer zwei Monate vor der Burchardiflut im August 1634 einen Antrag auf Beihilfe zum Bau einer neuen Kirche, der St. Niels-Dorfkirche. Mit dem Bau dieser neuen Kirche wurde 1637 begonnen. Das letzte Mal wird die Eidumer Kirche auf einer Karte des Johannes Mejer in der Chronik Neue Landesbeschreibung der zwei Herzogtümer Schleswig und Holstein von Caspar Danckwerth aus dem Jahr 1652 erwähnt.

## Sonstiges
An der Nordwestecke des Rantumbeckens liegt eine alte Vogelkoje, die nach dem Ort Eidum Vogelkoje heißt. Sie ist nicht mehr in Betrieb und dient als Naturinformationszentrum.